# آب‌انبار کله خنج
آب‌انبار کله خنج مربوط به دوره صفوی است و در لار، خیابان رودخانه میرشریف، جنب آب‌انبار قاضی واقع شده و این اثر در تاریخ ۱۹ مرداد ۱۳۸۴ با شمارهٔ ثبت ۱۲۷۲۷ به‌عنوان یکی از آثار ملی ایران به ثبت رسیده است.